# Sala de conciertos de Oslo
La Sala de conciertos de Oslo (en noruego: Oslo Konserthus) es una sala de conciertos situada en el centro de la ciudad de Oslo, Noruega. Es la sede de la Orquesta Filarmónica de Oslo.
En ella se presentan alrededor de 300 eventos al año, a los cuales asiste un aproximado de 200 000 visitantes anuales.

## Historia

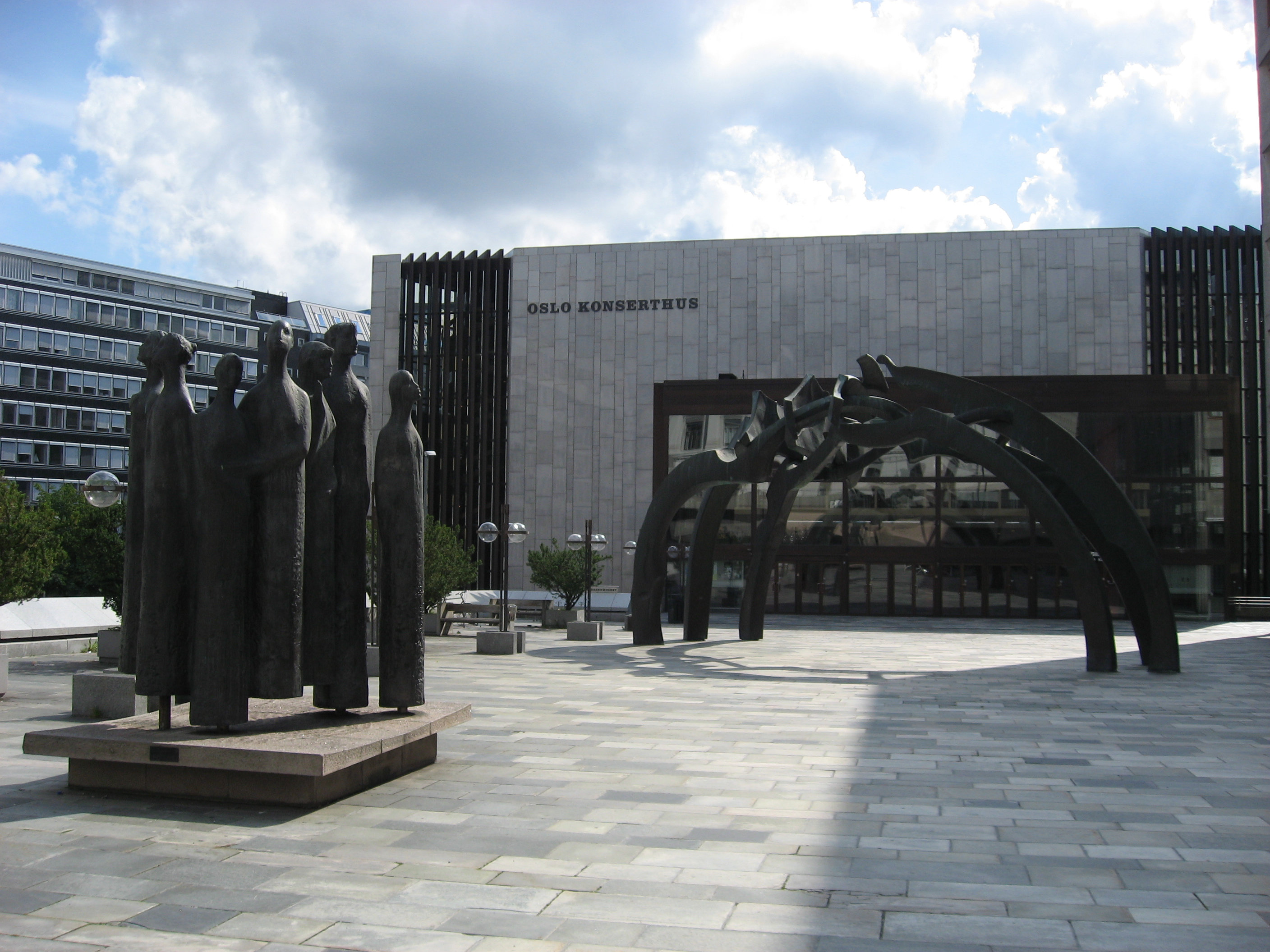
Sala de conciertos de Oslo.

En 1955, después de años de debate, se decidió organizar un concurso para crear una sala de conciertos en Oslo. Los borradores finales de la sala de conciertos se realizaron en 1965, sobre la base de la propuesta ganadora creada por Gösta Åbergh. La sala fue inaugurada el 22 de marzo de 1977. En septiembre del mismo año se le añadió un órgano de 7000 tubos importado de Gotinga, Alemania, el cual es el órgano más grande de Noruega.

## Instalaciones
Las instalaciones constan de dos salas de conciertos y varias salas de reuniones. Posee varios vestíbulos y bares, una taquilla y una sección oficinas. La sala principal tiene capacidad para 1600 personas y la segunda sala una capacidad de 266 personas. Los vestíbulos pueden utilizarse como zonas de exposición, y los bares tienen capacidad para atender a 1400 personas.